# Giampiero Tosi
Giampiero Tosi (Novara, 25 ottobre 1937 – Novara, 16 ottobre 2024) è stato un fisico italiano in ambito medico; è uno dei padri, insieme al fisico Ugo Amaldi, dell'adroterapia in Italia.

## Biografia
Laureatosi in fisica presso l’Università degli Studi di Milano nel 1961, fino al 1968 vi fu assistente prima di fisica generale, poi di fisica sanitaria. Dal 1968 iniziò a lavorare presso l’Ospedale Niguarda Ca’Granda di Milano dove, nel 1976, fu nominato Direttore del Servizio di Fisica Sanitaria, dove si occupò dei problemi di fisica nelle attività di radioterapia, diagnostica per immagini e medicina nucleare. Dal 1994 al 2007 ebbe incarichi simili all’Istituto Europeo di Oncologia di Milano. Fu docente presso le Scuole di Specializzazione in Fisica Sanitaria, Radiologia e Radioterapia dell’Università degli Studi di Milano e professore a Contratto presso l’Università di Milano Bicocca.